# Sympycnus brevimanus
Sympycnus brevimanus är en tvåvingeart som beskrevs av Friedrich Hermann Loew 1857. Sympycnus brevimanus ingår i släktet Sympycnus och familjen styltflugor. Arten är reproducerande i Sverige. Inga underarter finns listade i Catalogue of Life.